# Limited Express (has gone?)
Limited Express(has gone?)（リミテッド・エキスプレス・ハズ・ゴーン）は、京都府出身のロックバンド。現在はその活動の拠点を東京に移し、
- YUKARI （ボーカル）
- JJ （ギター）
- 谷ぐち順 （ベース）
- もんでんやすのり （ドラムス）

の4人を中心に、サポートメンバーに小森良太（SAX）などをむかえ活動している。

## 来歴
1998年、立命館大学の音楽サークル「ロックコミューン」にて結成。サークルの先輩にくるりや越後屋等。
2000年、YUKARIが「ni-hao!」を結成する。
2001年3月、自主レーベル「Click」を立ち上げ、1st demo CD-R『NEO22op.1』リリース。11月、コンピレーション・アルバム『CRAZYS』に参加（folk enough / bossston cruizing mania等参加）。
2002年4月、関西と福岡のコンピレーション・アルバム『ColourblockS』を制作する。folk enough / ガロリンズ等参加。6月、「ni-hao!」が『ニーハオ!VSガロリンズ』をリリース。10月、JJが主宰メンバーのひとりでもあるロック・フェスティバル「ボロフェスタ」を京大西部講堂にて初開催。以降、毎年10月開催。
2003年3月、1st アルバム『Feeds You!』をジョン・ゾーンのツァディクからリリース。7月、フジロックフェスティバルに出演。8月、『Spiritual Noise vol.2』に参加。10月、1st シングル『功夫少女～カンフー・ガール」』をリリース。カップリングは、ラーズの「There She Goes」。
2004年2月、小野島大監修『Fine Time: A Tribute To New Wave』に参加。w/クラムボン、Buffalo Daughter、ROVO等。3月、會田茂一監修『FLOWERS OF ERROR』に参加。初のアメリカツアーを決行(w/Experimental Dental School)。SXSW04に出演。4月、Experimental Dental Schoolとのスプリット・アルバム『EXPERIMENTAL EXPRESS EXPLORER』をリリース。「ni-hao!」が『RED』をUMMO Recordsからリリース。7月、「ni-hao!」が『BLUE』をUMMO Recordsからリリース。11月、初のオーストラリア、ニュージーランドツアーを行う。オーストラリアの101 barでのショーは、そこでの年間ベスト・ライブに選ばれ、その模様は『Limited Ex Live at 101 bar』として収録される。
2005年1月、音楽評論家の高橋健太郎が主宰するレーベルMEMORY LABから2ndアルバム『MAKES YOU DANCE』発表。4月、計4か所にて、初の韓国ツアーを行う。5月、Limited Expressのオーストラリアのレーベル「tenzenmen Records」から『Limited Ex Live at 101 bar』を発売。2004年11月20日から12月2日まで行われたオーストラリアでの初めてのショウをライブ盤としてコンパイル。2週間に渡る2度目のオーストラリアツアーを行う。岡村詩野監修のkittenの表紙を飾る。9月、約1か月に渡る2度目のアメリカツアーを行う。Numbersと一緒ににツアーし、ディアフーフ、Mika Miko、xbxrx、WHY?等と共演する。11月、約1か月に渡る初のヨーロッパツアーを行う。
2006年1月、『生け贄のJesus Child』のシングル・リリース。Riow Arai、DODDODO、RUBYORLAのリミックス入り。2月、ドラマー奈良崎幸司が脱退する。松下隆也が加入。4月、十代暴動社が「関西ゼロ世代」を中心にセレクトした『十代暴動ナイトDVD』に参加。7月、3度目のAustralia、2度目の韓国ツアーを行う。10月、US盤リリース用にコンプリートしたベスト盤『The Best is Coming!』をリリース。結局、そのベスト盤がUSからでることはなかった。11月、みやこ音楽祭監修『みやこ★音楽』に参加。12月、みやこ音楽祭に出演。12月31日、突然の解散発表。
2007年3月、『Less Than TV BASIC CONCEPTS「STRANGE」』に参加。7月24日、復活を発表し、ドラマーとしてTDKが加入。9月、ロック・フェスティバル「山形DO IT」にて復活後初ライヴ。10月、ボロフェスタは、2007年を最後に、西部講堂での開催に幕を閉じる。復活後東京初ライブ＠渋谷O-nest w/younGSounds（初ライヴ）。11月、西村道男と共に、ライヴとDJの融合パーティー『eetee』をスタート。後に『PACKaaaN!!!』と改名。
2008年3月、大阪にてSAL CULTUREを開催。6月、スプリット・アルバム『Limited Express (has gone?)×DODDODO』をLess Than TVからリリース。7月、DODDODOと『Limited Express (has gone?)×DODDODO』リリースツアーを決行。9月、『テレビの中の音楽より隣で鳴っている音楽の方がメチャクチャカッコいい』と掲げたDO IT 2008@山形シネマ旭跡地経出演。10月、BOROFESTA 2008、1週間連続開催。death sentence: PANDA!とのカップリング・ツアーを決行。JJ、JUNK Lab Recordsをゆーきゃんと共にスタート。11月、JJ、JUNK Lab RecordsのMY DISCOジャパンツアーを決行。
2009年5月、JJがキュレーターを務めた廃校フェス2009に参加。6月、TOKYO BOREDOMに参加。9月、JJが主催メンバーとして関わる東京BOREDOM #3 in 東京大学に参加。10月、3rdアルバム『LTD』リリース。西澤裕郎監修のSTORY WRITERの表紙を飾る。BOROFESTAが京都 KBS HALLにて開催される。4度目のオーストラリアツアーを決行(w/Ni-Hao!)。11月、Australia tour diary『HOW TO MAKE THE TOUR HAPPY WITH YOUR KIDS〜IN AUSTRALIA 2009〜』販売開始（recommuniからOTOTOYへ・ボロフェスタKBSホール移行後1回目）。SuperDeluxeにて、『LTD』release party開催。12月 、みやこ音楽祭に出演。
2010年6月、LIVE JUNKのLIVE音源をOTOTOYサイトにて24bit 48kの高音質で発売。8月、主催メンバーとして関わるLess Than TV presents METEO NIGHTに参加。9月、GARORINZのトリビュート・アルバム『4-DIMENSION MUSIC THERAPY~Tribute to GARORINZ』監修。10月、JJが主催メンバーとして関わる東京BOREDOM in 東京大学 2010に参加。12月、藤井よしえ追悼ライブ「騒ごうぜ@渋谷O-nest」を開催する。
2011年3月、JJがOTOTOYにて震災コンピレーション『PLAY FOR JAPAN』を監修する。4月、仙台にて『Play for Japan in Sendai』を開催する。7月、中国ツアーを決行。China tour diary『HOW TO MAKE THE TOUR HAPPY WITH YOUR KIDS〜IN CHINA 2011〜』を販売開始。8月、「ni-hao!」が2人ニーハオ!の初作『MARVELOUS』をリリース。主催メンバーとして関わるLess Than TV presents METEO NIGHT 2011に参加。
2012年、1月、「we love this country like banana」をフリー・ダウンロードにてリリース、MV公開（制作：大石規湖）。2月、Reclashチームと共催する『G/ R/L/Z』をSuperDeluxeにて開催。4月、『東京BOREDOM in E.K.!!!!!』に参加。6月、新宿歌舞伎町風林会館にて『PACKaaaN!!!』を開催。新録「Halation」をフリー・ダウンロードにてリリース、MV公開（制作：Akashic）。8月、主催メンバーとして関わる『Less Than TV presents METEO NIGHT 2012』に参加。9月、JJがキュレーターを務める『ぐるぐる回る 2012』に参加。11月、『東京BOREDOM#9-THE ROLLING BOREDOM-』に参加。
2013年8月、4thアルバム『JUST IMAGE』を発売。
2014年1月、ドラマーのTDKが脱退。新ドラマーにもんでんやすのりが加入。同時にLessThanTVの谷ぐち順もベーシストとして加入。さらにサポートメンバーとしてサックスに小森良太を迎え第3期がスタート。
2015年、Have a Nice Day!とのスプリット音源『Heaven Discharge Hells Delight』をLess Than TV × omochi recordsからリリース。
2016年、2MUCH CREWとのスプリットアルバム『CHAMPURU OF DOOM』をLessThanTVからリリース。5thアルバム『ALL AGES』をリリース。
2017年1月、新代田FEVERにてワンマンライヴ。ボロフェスタにて、BiSHと「カラダイデオロギー」のコラボライヴ。
2018年、ロベルト吉野と制作したミニアルバム『Escape from the scaffold』をLessThanTVからリリース。
2019年、2MUCH CREWのメンバー・Yo!マイキーの追悼EP『マイ マイキー!ユア マイキー!～Yo! マイキー Tribute EP～』、「フォーメーション」のMV、6th アルバム『perfect ME』をリリース。

## メンバー
- YUKARI（ボーカル・ベース）
- JJ（ギター） - 飯田仁一郎（ボロフェスタ代表。OTOTOY、SCRAP取締役）
- 谷ぐち順（ベース）
- もんでんやすのり（ドラム）

### サポート・メンバー
- 小森良太（サックス）
- 本澤賢士（サックス）

### 旧メンバー
- 奈良崎幸司（ドラム／結成から2006年まで）
- 松下隆也（ドラム／2006年2月-12月）
- TDK（ドラム／2007年7月-2014年1月）[1]

## ディスコグラフィー

### 配信限定シングル
| 発売日        | タイトル               | レーベル   |
| ------------- | ---------------------- | ---------- |
| 2022年1月19日 | No more ステートメント | LessThanTV |
| 2022年2月23日 | R.I.P, friends         | LessThanTV |
| 2022年3月16日 | INVITATION             | LessThanTV |
| 2023年5月31日 | ラーメンライス         | LessThanTV |
| 2023年7月12日 | HATER                  | LessThanTV |

### 参加作品
- CRAZYS（2001年11月25日）
「RAVO」「ドーナッツ」で参加
- ColourblockS（2002年4月5日）
「SPY」「Hong-Kong Restaurant」で参加
- Spiritual Noise vol.2（2003年8月8日）
「ハローマラリア」で参加
- 十代暴動ナイトDVD（2006年04月19日）
「手放し操法(Free style Riding)/アロハ!(Aloha!)」で参加
- みやこ音楽（2006年11月22日）
「生け贄のJesus Child」で参加
- Less Than TV BASIC CONCEPTS「STRANGE」（2007年03月07日）
「ハレーション」で参加
- 4-DIMENSION MUSIC THERAPY～Tribute to GARORINZ～（2010年09月03日）
「selfish days」で参加
- many of these memories of the sun, and increasing gratitude（2012年10月17日）
「Jinx feat. Limited Express (has gone?)」で参加

## ミュージックビデオ
| 監督         | 曲名                                         |
|              | 「SPY」                                      |
| 麻田弦       | 「Go! Girl! Goal!」「Talk to me, all right」 |
| 新堀貴浩     | 「D.N.A」                                    |
| Akashic      | 「Halation」                                 |
| Cögen        | 「JUST IMAGE(I don't want)」                 |
| Noriko Oishi | 「we love this country like banana」         |
| Noriko Oishi | 「ギャーギャー騒げ」                         |
| Noriko Oishi | 「METEO DAYDREAM」                           |
| Noriko Oishi | 「フォーメーション」                         |